# Junta de Caps d'Estat Major
La Junta de Caps d'Estat Major (castellà Junta de Jefes de Estado Mayor, JUJEM), va ser l'òrgan superior de comandament militar conjunt de les Forces Armades Espanyoles que va funcionar entre 1977 i 1984, durant la transició i els primers anys del període democràtic. La Junta de Caps d'Estat Major, subjecte a la dependència política del President del Govern, va constituir l'òrgan superior de caràcter col·legiat de la cadena de comandament militar de l'Exèrcit de Terra, l'Armada i l'Exèrcit de l'Aire i de l'Espai. Va estar composta per un president, seleccionat entre els tinents generals o almiralls dels tres exèrcits, tres vocals (el cap de l'Exèrcit de Terra, el de la Armada i del Exèrcit de l'Aire i de l'Espai) i un secretari. El president havia de pertànyer al Grup de Comandament d'Armes o Grup «A» i també va ser general cap de l'Alt Estat Major, fins a la dissolució d'aquest òrgan en 1980. També comptava amb una Caserna General, creada en 1980 arran de la dissolució de l'Alt Estat Major, on s'integraren els òrgans d'auxili al comandament. De la Caserna General de la JUJEM depenien:
1. La Secretaria General Tècnica de la Caserna General.
2. L'Estat Major Conjunt de la JUJEM, constituït equilibradament per membres de cadascuna de les tres branques de les Forces Armades. La Prefectura d'aquest Estat Major requeia en un general de divisió o vicealmirall de la mateixa escala i grup que els vocals de la Junta, a proposta de la mateixa.
3. El Centre Superior d'Estudis de la Defensa Nacional.
4. El Govern de la Caserna General.
5. L'Assessoria Jurídica.

Després de la seva dissolució, les funcions de la JUJEM van ser assumides per l'actual Estat Major de la Defensa.

## Funcions
Les funcions més importants encomendas a la Junta de Caps d'Estat Major van ser les següents:
- Prestar assessorament tècnic en l'elaboració de la política militar que havia de formular la Junta de Defensa Nacional.
- Formular i proposar, per a la seva aprovació pel Govern, el Pla Estratègic Conjunt, determinant, dins d'ell, l'objectiu conjunt de la Força.
- Exercir la conducció estratègica d'aquest Pla i coordinar els plans dels tres Exèrcits derivats del mateix.
- Establir la doctrina d'Acció Unificada i, si escau, la doctrina d'Acció Combinada amb els Exèrcits d'altres països.
- Preparar els Plans Combinats amb Exèrcits d'altres nacions, quan aquests Plans eren conjunts.
- Proposar al President del Govern la creació dels Comandaments Unificats i Especificats, així com les persones que havien d'exercir-lo i que, sota la dependència directa de la Junta, anessin necessaris per a l'execució del Pla Estratègic Conjunt, definint-los missió, mitjans i zones d'acció.
- Promoure, en coordinació amb el Servei de Mobilització Nacional, la preparació dels Plans integrats per a la mobilització general.

## Presidents
| Graduació                | Nom                        | Nomenament             | Cessament / mort       | Notes                                      |
| ------------------------ | -------------------------- | ---------------------- | ---------------------- | ------------------------------------------ |
| Tinent General           | Carlos Fernández Vallespín | 2 de febrer de 1977    | 28 d'abril de 1977     | Cap de l'Alt Estat Major.                  |
| Tinent General de l'Aire | Felipe Galarza Sánchez     | 23 de juliol de 1977   | 12 de setembre de 1978 | Cap de l'Alt Estat Major.                  |
| Tinent General de l'Aire | Ignacio Alfaro Arregui     | 12 de setembre de 1978 | 15 de gener de 1982    | Últim ap de l'Alt Estat Major (fins 1980). |
| Tinent General           | Álvaro de Lacalle Leloup   | 15 de gener de 1982    | 9 de gener de 1984     |                                            |